# Have a Nice Day (본 조비의 음반)
| 전문가 평가          | 전문가 평가 |
| 평가 점수            | 평가 점수   |
| 출처                 | 점수        |
| -------------------- | ----------- |
| AllMusic             | [ 1 ]       |
| Blogcritics          | [ 2 ]       |
| Entertainment Weekly | B–          |
| Robert Christgau     | C+          |
| Rolling Stone        | [ 5 ]       |

《Have a Nice Day》는 2005년 9월 20일에 발매된 미국의 록 밴드 본 조비의 아홉 번째 스튜디오 음반이다. 존 섕크스가 프로듀싱한 이 음반은 뉴저지주의 생츄어리 사운드 II와 캘리포니아주 할리우드의  오션 웨이 레코딩에서 녹음되었다.
《Have a Nice Day》는 원래 2004년 여름에 녹음되었고 2005년 초에 발매될 예정이다. 하지만, 밴드와 음반 회사 사이의 오해로 인해, 음반은 지연되었다. 밴드는 더 많은 곡을 쓰고 녹음하기를 원했고, 원래의 트랙 목록에서 다른 곡을 제거하기를 원했으며, 그 과정에서 기존의 음반 트랙을 변경했다.
《Have a Nice Day》는 15개국에서 데뷔 1위를 차지했다. 이 음반은 미국과 영국에서도 2위를 차지했다. 미국에서는 첫 주에 202,000장이 넘게 팔려 당시 밴드 역사상 본 조비 최고의 첫 주 판매 기록을 세웠다. 이 음반은 미국 음반 산업 협회로부터 플래티넘 인증을 받았다.
이 음반은 히트 싱글 〈Have a Nice Day〉와 〈Who Says You Can't Go Home〉을 프로듀싱했다. 《Have a Nice Day》는 대부분 음악 평론가들로부터 엇갈린 평가를 받았다. 흔히 존 본 조비가 서정적인 능력을 발휘하고 있다는 평을 받았다.

## 배경
존 본 조비와 리치 샘보라는 2004년 여름 프로듀서 겸 작곡가 존 섕크스와 함께 스튜디오로 들어가 밴드의 아홉 번째 스튜디오 음반 작업을 시작했다. 그들은 곡을 쓰기 시작했고 노래는 매우 빨리 왔다. 존과 리치가 모든 곡을 섕크스와 공동 작곡한 후, 그들은 즉시 드럼 머신을 사용하여 녹음했다. 샘보라, 섕크스는 기타 모든 부분을 연주했고, 존은 모든 보컬을 녹음했고, 스튜디오에는 베이시스트나 드러머가 없었다. 나중에 녹음 세션에서 데이비드 브라이언, 티코 토러스, 그리고 휴 맥도널드가 그들의 부분을 녹음했다. 그 동안 밴드는 박스 세트인 《100,000,000 Bon Jovi Fans Can't Be Wrong》(2004년)에서 마무리 작업을 하고 있었다. 존은 2004년 크리스마스 직전에 음반사에 음반을 넘길 계획을 세웠으나 마음을 바꾸었다. 2004년 12월, 그는 더 많은 곡을 쓰기 위해 생츄어리 사운드 스튜디오로 갔다. 2005년 밴드가 재결성했을 때, 그들은 4곡을 더 녹음했고, 원곡의 개정 버전도 작업했다.

## 발매 및 홍보
2005년 7월 14일 미국과 캐나다의 음반 트랙리스트, 발매일, 그리고 첫 번째 싱글의 라디오 발매일이 발표되었다. 첫 번째 싱글은 타이틀곡 〈Have a Nice Day〉가 2005년 7월 18일 전세계 라디오 방송국에서 초연되었다. 2005년 9월 2일. 〈Last Man Standing〉의 전체 길이 버전은 공식 웹사이트에 있는 음반 제작 섹션에서 들을 수 있다고 발표되었다.

## 곡 목록
| #   | 제목                                                | 작사·작곡                          | 재생 시간 |
| --- | --------------------------------------------------- | ---------------------------------- | --------- |
| 1.  | 〈Have a Nice Day〉                                 | 존 본 조비, 리치 샘보라, 존 섕크스 | 3:48      |
| 2.  | 〈I Want to Be Loved〉                              | 본 조비, 샘보라, 섕크스            | 3:49      |
| 3.  | 〈Welcome to Wherever You Are〉                     | 본 조비, 샘보라, 섕크스            | 3:47      |
| 4.  | 〈Who Says You Can't Go Home〉                      | 본 조비, 샘보라                    | 4:40      |
| 5.  | 〈Last Man Standing〉                               | 본 조비, 빌리 팔콘                 | 4:37      |
| 6.  | 〈Bells of Freedom〉                                | 본 조비, 샘보라, 데스몬드 차일드   | 4:55      |
| 7.  | 〈Wildflower〉                                      | 본 조비                            | 4:13      |
| 8.  | 〈Last Cigarette〉                                  | 본 조비, 데이비드 브라이언         | 3:38      |
| 9.  | 〈I Am〉                                            | 본 조비, 샘보라, 섕크스            | 3:53      |
| 10. | 〈Complicated〉                                     | 본 조비, 팔콘, 맥스 마틴           | 3:37      |
| 11. | 〈Novocaine〉                                       | 본 조비                            | 4:49      |
| 12. | 〈Story of My Life〉                                | 본 조비, 팔콘                      | 4:08      |
| 13. | 〈Who Says You Can't Go Home (with 제니퍼 네틀스)〉 | 본 조비, 샘보라                    | 3:50      |

## 인증
| 국가                                                  | 인증     | 판매량/출하량 |
| ----------------------------------------------------- | -------- | ------------- |
| 오스트레일리아 (ARIA)                                 | 플래티넘 | 70,000^       |
| 오스트리아 (IFPI 오스트리아)                          | 플래티넘 | 30,000*       |
| 브라질 (Pro-Música Brasil)                            | 골드     | 50,000*       |
| 캐나다 (뮤직 캐나다)                                  | 플래티넘 | 100,000^      |
| 독일 (BVMI)                                           | 플래티넘 | 200,000^      |
| 그리스 (IFPI 그리스)                                  | 골드     | 10,000^       |
| 일본 (RIAJ)                                           | 플래티넘 | 355,000       |
| 스페인 (PROMUSICAE)                                   | 골드     | 50,000^       |
| 스위스 (IFPI 스위스)                                  | 플래티넘 | 40,000^       |
| 영국 (BPI)                                            | 골드     | 100,000^      |
| 미국 (RIAA)                                           | 플래티넘 | 1,000,000^    |
| *판매량을 기반으로 한 인증 ^출하량을 기반으로 한 인증 |          |               |